# Šesti saziv Hrvatskog sabora
| ██ HDZ (66) ██ HSS (6) ██ HSLS (2) ██ SDAH (1) ██ HSU (1) ██ SDP (56) | ██ HNS (7) ██ IDS (3) ██ HDSSB (3) ██ SDSS (3) ██ HSP (1) ██ Nezavisni zastupnici (4) |

Šesti saziv Hrvatskog sabora konstituiran je 11. siječnja 2008. godine, a mandatima je raspolagalo ukupno 153 zastupnika. Zastupnici su izabrani na parlamentarnim izborima koji su se održali 25. studenog 2007. godine. Odluka o raspuštanju ovog saziva Hrvatskoga sabora donesena je 28. listopada 2011. godine.

## Predsjednik, potpredsjednici, tajnik
Dužnost predsjednika Hrvatskog sabora u šestom sazivu obnašao je Luka Bebić (HDZ).
Potpredsjednici Hrvatskoga sabora bili su:
- Vladimir Šeks (HDZ)
- Ivan Jarnjak (HDZ)
- Josip Friščić (HSS)
- Željka Antunović (SDP)
- Neven Mimica (SDP)

Dužnost tajnika Hrvatskog sabora obnašao je Josip Sesar.

## Zastupnici u šestom sazivu
- Andrić, Ivo   (HDZ)
- Antičević Marinović, Ingrid   (SDP)
- Antunović, Željka   (SDP)
- Bagarić, Ivan   (HDZ)
- Bauk, Arsen   (SDP)
- Bebić, Luka   (HDZ)
- Bernardić, Davor   (SDP)
- Beus Richembergh, Goran   (HNS)
- Bilić Vardić, Suzana   (HDZ)
- Bilonjić, Mato   (HDZ)
- Bodakoš, Dragutin   (SDP)
- Borzan, Biljana   (SDP)
- Bošnjak, Rade   (HDZ)
- Bošnjaković, Dražen   (HDZ)
- Brkarić, Marin   (IDS)
- Bukić, Perica   (HDZ)
- Caparin, Karmela   (HDZ)
- Cappelli, Gari   (HDZ)
- Crljenko, Brankica   (SDP)
- Čačija, Miroslav   (HSS)
- Čavlović Smiljanec, Nada   (SDP)
- Čehok, Ivan   (HSLS)
- Čuhnil, Zdenka   (nezavisna)
- Čuljak, Tomislav   (HDZ)
- Ćosić, prof. dr. sc. Krešimir   (HDZ)
- Denona, Luka   (SDP)
- Dorić, Miljenko   (HNS)
- Dragovan, Igor   (SDP)
- Đakić, Josip   (HDZ)
- Đapić, Anto   (HSP)
- Đurđević, Šimo   (HDZ)
- Ferić-Vac, Mirjana   (SDP)
- Filipović, Krešo   (HDZ)
- Fiolić, Stjepan   (HDZ)
- Flego, Gvozden Srećko   (SDP)
- Franić, Zdenko   (SDP)
- Friščić, Josip   (HSS)
- Gabrić, Stipo   (HSS)
- Gajica, Ratko   (SDSS)
- Glavaš, Branimir   (HDSSB)
- Grbić, Ivo   (HDZ)
- Grčić, Branko   (SDP)
- Grubišić, Boro   (HDSSB)
- Gulić, Krešimir   (HDZ)
- Habek, Mario   (SDP)
- Hanžek, Ivan   (SDP)
- Hebrang, dr. sc. Andrija   (HDZ)
- Heffer, Goran   (SDP)
- Hlača, Bojan   (HDZ)
- Holy, Mirela   (SDP)
- Horvat, Zlatko   (HNS)
- Hrelja, Silvano   (HSU)
- Hursa, Danica   (HNS)
- Huška, Davor   (HDZ)
- Ivić, Tomislav   (HDZ)
- Ivković, Vladimir   (HDZ)
- Jarnjak, Ivan   (HDZ)
- Jelaš, Nadica   (SDP)
- Jerković, Romana   (SDP)
- Josipović, Ivo   (nezavisni)
- Jovanović, Željko   (SDP)
- Jurčić, dr. sc. Ljubo   (SDP)
- Jurjević, Marin   (SDP)
- Kajin, Damir   (IDS)
- Kalaš, Željana   (HDZ)
- Kelić, Zdravko   (HSS)
- Klarić, Nedjeljka   (HDZ)
- Koračević, Zlatko   (HNS)
- Korušec, Antun   (HSLS)
- Kotromanović, Ante   (SDP)
- Kovačević, Drago   (HDZ)
- Kozlevac, Dino   (SDP)
- Kulušić, Ante   (HDZ)
- Kunst, Boris   (HDZ)
- Kurelić, Bruno   (SDP)
- Kutija, Branko   (HDZ)
- Leko, Josip   (SDP)
- Lesar, Dragutin   (nezavisni)
- Linić, Slavko   (SDP)
- Lucić, Franjo   (HDZ)
- Lučin, Šime   (SDP)
- Lugarić, Marija   (SDP)
- Lukačić, Ljubica   (HDZ)
- Majdenić, Nevenka   (HDZ)
- Mance, Anton   (HDZ)
- Maras, Gordan   (SDP)
- Marić, Goran   (HDZ)
- Marinović, Nevenka   (HDZ)
- Markovinović, Krunoslav   (HDZ)
- Matković, Borislav   (HDZ)
- Matušić, Frano   (HDZ)
- Memedi, Nazif   (nezavisni; nacionalne manjine)
- Mihalić, Anđelko   (HDZ)
- Milanović, Zoran   (SDP)
- Miletić, Boris   (IDS)
- Milinković, Stjepan   (HDZ)
- Mimica, Neven   (SDP)
- Mlinarić, Petar   (HDZ)
- Mondekar, Daniel   (SDP)
- Mrsić, Mirando   (SDP)
- Mršić, Zvonimir   (SDP)
- Nenadić, Živko   (HDZ)
- Opačić, Milanka   (SDP)
- Ostojić, Rajko   (SDP)
- Ostojić, Ranko   (SDP)
- Pančić, Ivica   (SDP)
- Pankretić, Božidar   (HSS)
- Pejčinović Burić, mr. sc. Marija   (HDZ)
- Petir, Marijana   (HSS)
- Picula, Tonino   (SDP)
- Podnar, Vlatko   (SDP)
- Puljić, Zvonimir   (HDZ)
- Pupovac, dr. sc. Milorad   (SDSS; nacionalne manjine)
- Pusić, dr. sc. Vesna   (HNS)
- Radin, dr. sc. Furio   (nezavisni; nacionalne manjine)
- Rebić, Niko   (HDZ)
- Roksandić, Ivanka   (HDZ)
- Ronko, Zdravko   (SDP)
- Rošin, Jerko   (HDZ)
- Rožić, Vedran   (HDZ)
- Selem, dr. sc. Petar   (HDZ)
- Sesvečan, Damir   (HDZ)
- Sobol, Gordana   (SDP)
- Stanimirović, Vojislav   (SDSS; nacionalne manjine)
- Stazić, Nenad   (SDP)
- Strikić, mr. sc. Nedjeljko   (HDZ)
- Šantek, Ivan   (HDZ)
- Šeks, Vladimir   (HDZ)
- Šetić, dr. sc. Nevio   (HDZ)
- Šimac-Bonačić, Tatjana   (SDP)
- Šimunović, Sonja   (SDP)
- Šišljagić, dr. sc. Vladimir   (HDSSB)
- Škoro, Miroslav   (HDZ)
- Škulić, Vesna   (SDP)
- Škvorc, Milivoj   (HDZ)
- Šoja, mr. sc. Deneš   (nezavisni; nacionalne manjine)
- Šolić, Božica   (HDZ)
- Šprem, Boris   (SDP)
- Šuica, Dubravka   (HDZ)
- Tanković, dr. sc. Šemso   (SDAH; nacionalne manjine)
- Tomljanović, Emil   (HDZ)
- Turić, Marko   (HDZ)
- Turk, Željko   (HDZ)
- Vidović, Davorko   (SDP)
- Vinković, Zoran   (SDP)
- Vranić, Biserka   (SDP)
- Vrbat, Tanja   (SDP)
- Vrdoljak, Tomislav   (HDZ)
- Vučić, Ivan   (HDZ)
- Vujić, Antun   (SDP)
- Vukić, Dragan   (HDZ)
- Zgrebec, Dragica   (SDP)
- Zubović, Mario   (HDZ)

Raspodjela zastupnika prema pripadnosti političkoj stranci:
- Hrvatska demokratska zajednica: 66
- Socijaldemokratska partija Hrvatske: 56
- Hrvatska narodna stranka – liberalni demokrati: 6
- Hrvatska seljačka stranka: 6
- Istarski demokratski sabor: 3
- Samostalna demokratska srpska stranka: 3
- Hrvatski demokratski savez Slavonije i Baranje: 3
- Hrvatska socijalno-liberalna stranka: 2
- Hrvatska stranka prava: 1
- Hrvatska stranka umirovljenika: 1
- Stranka demokratske akcije Hrvatske: 1
- nezavisni:5

## Statistički pokazatelji
Na temelju podataka Informacijsko-dokumentacijske službe Hrvatskoga sabora, Sabor je tijekom 6. saziva održao 24 sjednice, od čega 19 redovnih i 5 izvanrednih, u ukupnom trajanju od 332 radna dana ili više od 2100 radnih sati. Raspravljano je o gotovo 1500 točaka dnevnog reda.
Doneseno je 815 zakona od kojih je 298 usklađeno sa zakonodavstvom EU. Većina zakona, 87 posto njih, donesena je po hitnom postupku, odbijena su 42 prijedloga zakona, a 21 prijedlog zakona povučen je iz procedure. Među ostalim aktima je: jedna izmjena Ustava, 2 Ustavna zakona, 4 Državna proračuna, 5 izmjena Državnog proračuna, 568 odluka, 213 izvješća, 10 planova, jedna povelja, 4 programa, 3 rezolucije, 4 deklaracije, 9 strategija, jedno vjerodostojno tumačenje i 7 zaključaka.
Zastupnici su se za riječ javili više od 30 000 puta, najviše za pojedinačnu raspravu i ispravak netočnog navoda. Na sjednici im je izrečeno više od 80 stegovnih mjera, najviše opomena i oduzimanja riječi. Vladi su postavljena 1663 zastupnička pitanja, od čega 674 tijekom aktualnog prijepodneva i 989 u pisanom obliku. 